# 黎汉云
黎汉云（1933年6月14日—2020年11月28日），男，广东兴宁人，中国水稻遗传育种专家，第八、九届全国政协委员。